# Microregiunea Bátonyterenye
Microregiunea Bátonyterenye (în maghiară Bátonyterenyei kistérség) a fost o microregiune statistică (kistérség) din județul Nógrád, Ungaria.
Cu o populație de 23.541 locuitori și o suprafață de 273,64 km2, aceasta a existat până în 2014, când în Ungaria, microregiunile ”kistérségek” au fost înlocuite de districte (járások).